# Chaand Raat
Chaand Raat je šíitský náboženský svátek v předvečer Al-íd al fitr, ukončení půstu. Tento termín může zároveň znamenat i noc za úplňku. Je spojen (spolu s následujícím svátkem ukončení půstu) s velkými a bujarými oslavami. 